# 丹多夫
丹多夫是德国下萨克森州的一个市镇。总面积14.04平方公里，总人口2106人，其中男性1055人，女性1051人（2011年12月31日），人口密度150人/平方公里。